# Christopher Campbell
Christopher Campbell, född 1954, är en amerikansk brottare som tog OS-brons i lätt tungviktsbrottning i fristilsklassen 1992 i Barcelona. 1981 vann han VM-guld.